# Ley Láinez
La Ley Láinez, sancionada en 1905, fue una medida importante en la historia educativa de Argentina. Permitió al Estado Nacional instalar escuelas primarias en todas las provincias que lo pidieran. La ley permitió que muchas provincias pudieran tener escuelas, que con recursos propios hubiesen tardado muchos años en formalizar. Uno de sus objetivos principales era reducir las altas tasas de analfabetismo.